# Bryce Dessner

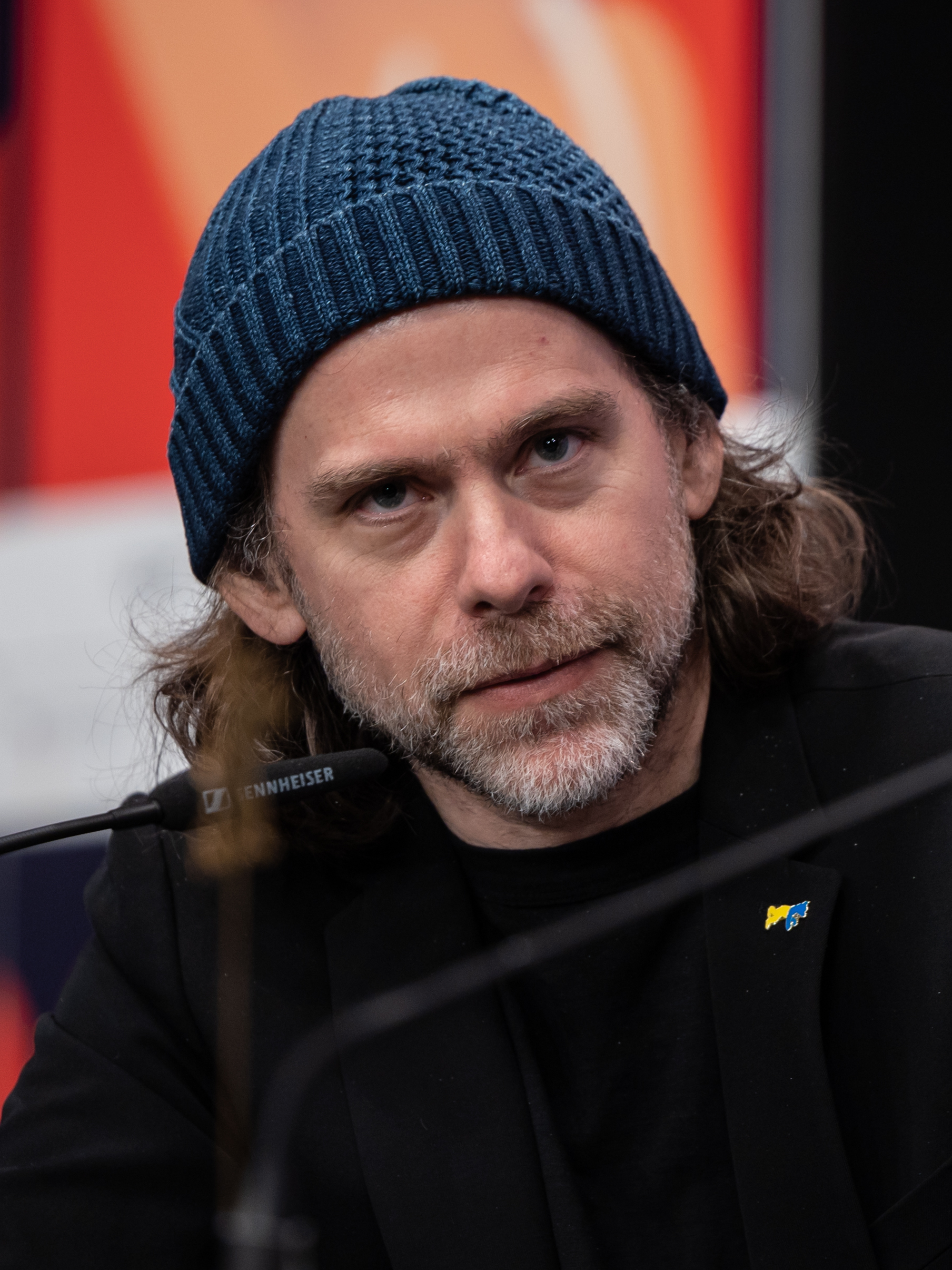
Bryce Dessner (2023)

Bryce Dessner (* 23. April 1976 in Cincinnati, Ohio) ist ein US-amerikanischer Komponist und Gitarrist. Er ist Mitglied der Gruppen The National und Clogs. Dessner komponiert Musik für Orchester, Ballett, Kunstausstellungen sowie Film- und Fernsehproduktionen. Er ist Mitbegründer des Labels Brassland Records.
2023 wurde Bryce Dessner, zusammen mit seinem Bruder Aaron Dessner vom Rolling Stone auf Platz 243 der Liste der 250 besten Gitarristen aller Zeiten gesetzt.

## Leben
Die Zwillingsbrüder Bryce und Aaron Dessner wurden 1976 in Cincinnati geboren. Die Künstlerin, Tänzerin und Lyrikerin Jessica Dessner ist ihre Schwester.
1999 gründete Dessner gemeinsam mit seinem Bruder Aaron sowie Matt Berninger, Scott Devendorf und Bryan Devendorf die Indierock-Band The National. Das selbstbetitelte Debütalbum der Band erschien 2001 auf dem unabhängigen Musiklabel Brassland, das Dessner gemeinsam mit seinem Bruder sowie Alec Hanley Bemis gegründet hatte.
Im gleichen Jahr erschien das Debütalbum Thom's Night Out der Band Clogs, die Dessner gemeinsam mit Padma Newsome, Rachael Elliott und Thomas Kozumpli gegründet hatte.
Seit Mitte der 2000er Jahre veröffentlichte Dessner zahlreiche Arbeiten, die in Kooperation mit Künstlern wie Sufjan Stevens, So Percussion, Nico Muhly, Kronos Quartet, Katia und Marielle Labèque oder Bonnie 'Prince' Billy entstanden. Im Jahr 2015 lieferte er zusätzliche Musik zum The Revenant Original Motion Picture Soundtrack, der von Ryūichi Sakamoto und Alva Noto komponiert worden war. Seither komponierte Dessner zahlreiche Soundtracks für Film- und Fernsehproduktionen wie The Death and Life of Marsha P. Johnson, The Professor, Die zwei Päpste, Irresistible – Unwiderstehlich, Come on, Come on, Cyrano oder She Came to Me.
2015 zog Dessner nach Paris, wo er seither lebt und arbeitet.

## Diskografie (Auswahl)
Für die Veröffentlichungen mit The National siehe dort.
- 2013: Kronos Quartet w/ Bryce Dessner – Aheym (Anti-)
- 2014: Bryce Dessner, Jonny Greenwood – St. Carolyn By The Sea / Suite From „There Will Be Blood“ (Deutsche Grammophon)
- 2015: Bryce Dessner, Sō Percussion – Music for Wood and Strings (Brassland)
- 2017: Sufjan Stevens, Nico Muhly, Bryce Dessner, James McAlister – Planetarium (4AD)
- 2019: Dessner, Labèque – El Chan (Deutsche Grammophon)
- 2019: Bonnie 'Prince' Billy, Bryce Dessner, Eighth Blackbird – When We Are Inhuman (37d03d)
- 2021: Bryce Dessner, Australian String Quartet, Sydney Dance Company – Impermanence/Disintegration (37d03d)
- 2024: Bryce Dessner – Solos  (Sony Classical)
- 2024: Katia Labèque, Marielle Labèque, Bryce Dessner, David Chalmin – Sonic Wires (Deutsche Grammophon)

## Filmografie (Auswahl)
Soundtracks
- 2001: Me and the Moilsies (Kurzfilm; mit Rob Galligan)
- 2013: Big Sur (mit Aaron Dessner, Kubilay Üner)
- 2015: The Revenant – Der Rückkehrer (The Revenant; Komponist Additional Music)
- 2016: Transpecos – Zwischen Gut und Böse herrscht ein schmaler Grat (Transpecos; mit Aaron Dessner)
- 2017: The Death and Life of Marsha P. Johnson (Dokumentarfilm)
- 2018: The Professor (Richard Says Goodbye, mit Aaron Dessner)
- 2019: What Will Become of Us (Dokumentarfilm; mit Aaron Dessner)
- 2019: The Kitchen – Queens of Crime (The Kitchen)
- 2019: Die zwei Päpste (The Two Popes)
- 2020: Irresistible – Unwiderstehlich (Irresistible)
- 2020: Hausen (Fernsehserie, 1 Episode)
- 2021: Jockey (mit Aaron Dessner)
- 2021: Rituæls (Musikfilm; mit Nicole Lizee, Jocelyn Morlock, Arvo Pärt)
- 2021: Come on, Come on (C’mon C’mon; mit Aaron Dessner)
- 2021: Cyrano (mit Aaron Dessner)
- 2022: Bardo, die erfundene Chronik einer Handvoll Wahrheiten (Bardo, falsa crónica de unas cuantas verdades)
- 2023: She Came to Me
- 2023: A Good Person
- 2023: Ein Leben für die Menschlichkeit – Abbé Pierre (Abbé Pierre – Une vie de combats)
- 2023: Die Witwe Clicquot (Widow Clicquot)
- 2023: Sing Sing
- 2024: Dandelion
- 2024: Nach dem Attentat (Manhunt)
- 2024: We Live in Time
- 2025: Train Dreams
- 2025: The Accountant 2